# Don Barclay

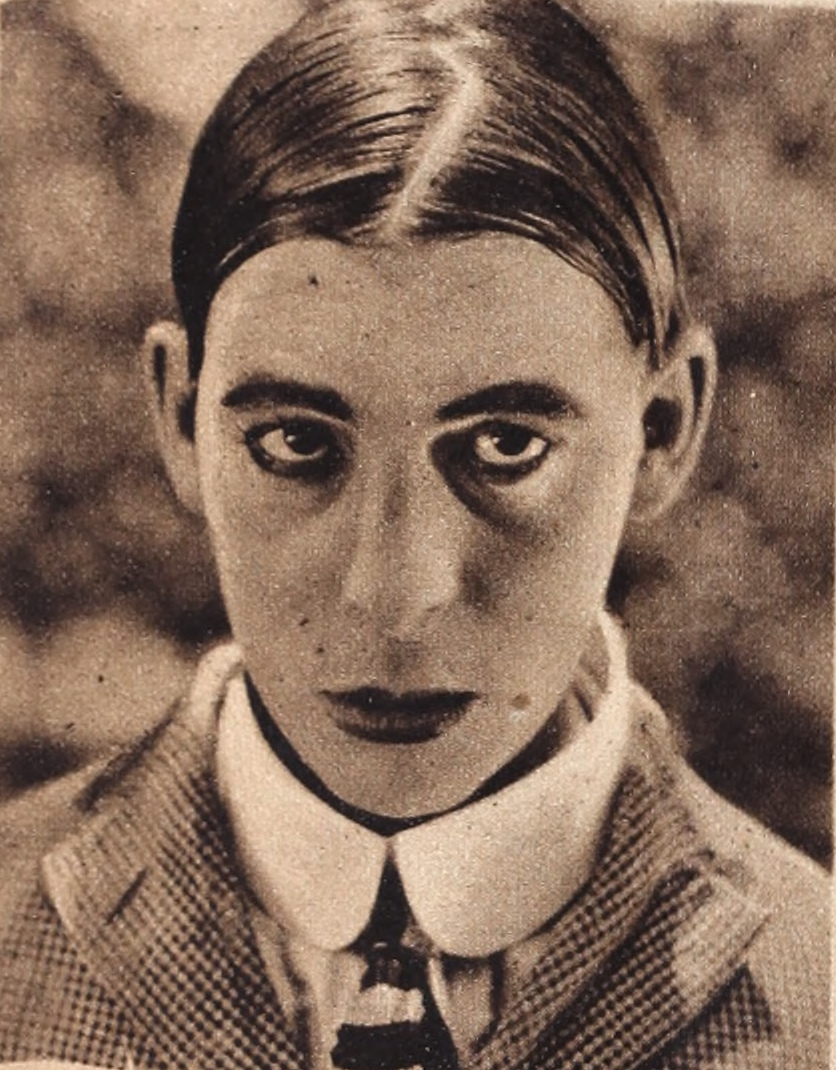
Don Barclay (1922)

Don Barclay, vollständig Donn Van Tassel Barclay, (* 26. Dezember 1892 (Anm.) in Ashland, Oregon, USA; † 16. Oktober 1975 in Palm Springs, Kalifornien) war ein US-amerikanischer Schauspieler. Seine international bekannteste Rolle hatte er in dem Disney-Filmmusical Mary Poppins (1964).

## Leben
Don Barclay gab sein Filmdebüt im Jahr 1915 in einer Reihe von Slapstick-Stummfilm-Komödien, vor allem der „Ambrose“-Reihe mit Mack Swain. In einem dieser Filme, Ambrose’s Nasty Temper (1915), trat er auch als Keystone Kop auf. Danach konzentrierte er sich jedoch auf eine Bühnenkarriere und wirkte am Broadway in den Ziegfeld Follies von 1916 und 1917 mit. Auch während der 1920er-Jahre spielte er vornehmlich am Broadway und war in Musical-Komödien und Revuen wie Go-Go (1923), The Greenwich Village Follies (1924/25), Merry-Go-Round (1927), Nina Rosa (1930/31) oder Americana (1932) zu sehen.
1933 kehrte Barclay ins Filmgeschäft zurück und arbeitete einige Monate für Hal Roach. Dort spielte er eine Reihe von komischen Figuren in Kurzfilmen wie den Chauffeur in Honky Donkey mit den Kleinen Strolchen. Es folgten unzählige Nebenrollen in abendfüllenden Spielfilmen, zumeist ohne Erwähnung im Vor- oder Abspann. Barclay lieferte eine ganze Galerie von Betrunkenen, wurde aber auch gerne als Taxifahrer, Reporter, Barkeeper oder – wie etwa in The Law West of Tombstone (1938) – als Klavierspieler eingesetzt. Größere Rollen hatte er in The Falcon’s Brother (1942) und in dem Horrorfilm Frankenstein trifft den Wolfsmenschen (Frankenstein Meets the Wolf Man, 1943) an der Seite von Lon Chaney junior, Bela Lugosi und Lionel Atwill.
Beginnend mit Cinderella (Cinderella, 1950) lieh er während der 1950er- und 60er-Jahre einer Reihe von Zeichentrick-Charakteren in Produktionen Walt Disneys seine Stimme. In Disneys Mary Poppins (Mary Poppins, 1964), seinem letzten Film, spielte er schließlich seine heute bekannteste Rolle: die des „Mr. Binnacle“, dem Assistenten von „Admiral Boom“.

## Filmografie (Auswahl)
- 1915: That Little Band of Gold (Kurzfilm)
- 1915: Ambrose’s Little Hatchet (Kurzfilm)
- 1915: Ambrose’s Lofty Perch (Kurzfilm)
- 1915: Ambrose’s Nasty Temper (Kurzfilm)
- 1915: The Cannon Ball (Kurzfilm)
- 1933: Beauty and the Bus (Kurzfilm)
- 1933: Peg o' My Heart (Kurzfilm)
- 1933: Air Fright (Kurzfilm)
- 1934: Mixed Nuts (Kurzfilm)
- 1934: Honky Donkey (Kurzfilm)
- 1935: Frisco Kid
- 1937: In gefährlicher Mission (I Cover the War)
- 1938: The Law West of Tombstone
- 1942: The Falcon’s Brother
- 1942: Die fröhliche Gauner GmbH (Larceny, Inc.)
- 1942: Silver Queen
- 1943: Frankenstein trifft den Wolfsmenschen (Frankenstein Meets the Wolf Man)
- 1948: Der Todesverächter (Whispering Smith)
- 1950: Cinderella (Cinderella) – Stimme
- 1951: Alice im Wunderland (Alice in Wonderland) – Stimme
- 1953: Peter Pan (Peter Pan) – Stimme
- 1955: Mit Leib und Seele (The Long Gray Line)
- 1961: 101 Dalmatiner (One Hundred and One Dalmatians) – Stimme
- 1964: Mary Poppins (Mary Poppins)